# Культурные ценности
Культурные ценности – нравственные и эстетические идеалы, нормы и образцы поведения, языки, диалекты и говоры, национальные традиции и обычаи, исторические топонимы, фольклор, художественные промыслы и ремесла, произведения культуры и искусства, результаты и методы научных исследований культурной деятельности, имеющие историко-культурную значимость здания, сооружения, предметы и технологии, уникальные в историко-культурном отношении территории и объекты.

Икона Спаса Златая риза, наказавшая Мануила, XI век

Определение культурных ценностей впервые было дано в Гаагской конвенции «О защите культурных ценностей, в случае вооружённого конфликта в 1954 году»: «Это ценности, движимые или недвижимые, которые имеют большое значение для культурного наследия каждого народа».
В настоящее время правовой статус культурных ценностей определяется рядом международных документов: Конвенцией о защите культурных ценностей в случае вооружённого конфликта (1954 г.), Конвенцией о мерах, направленных на запрещение и предупреждение незаконного ввоза, вывоза и передачи права собственности на культурные ценности (1970 г.), Конвенцией об охране всемирного культурного и природного наследия (1972 г.), Конвенцией УНИДРУА (Международный институт унификации частного права) о похищенных или незаконно вывезенных культурных ценностях (1995 г.) и др.
Рынок культурных ценностей и предметов искусства является одним из старейших рынков в мире. Существует и т.н. «черный рынок» культурных ценностей, ежегодный оборот которого оценивается примерно в 10 млрд долларов, уступая только незаконной торговле оружием и наркобизнесу. Для противодействия незаконному обороту культурных ценностей используются публичные государственные реестры, а также создаются и распространяются кодексы профессиональной этики для торговцев культурными ценностями, что способствует саморегулированию арт-рынка.

## Категории объектов, являющихся культурными ценностями
- нравственные и этнические идеалы, нормы и образцы поведения — синоним: нравственные ценности, мораль
- языки, диалекты и говоры, национальные традиции и обычаи, исторические топонимы, фольклор;
- художественные промыслы и ремесла, произведения материальной культуры и искусства
- результаты и методы научных исследований культурной деятельности, имеющие историко-культурную значимость — научные ценности, наука;
- здания, сооружения, объекты, предметы (культа), технологии, уникальные в историко-культурном отношении территории — исторические ценности.

## Понятие культурной ценности с философской точки зрения
Экспертиза культурных ценностей представляет собой особый вид взаимодействия субъекта и объекта, при которых количество субъектов и объектов может варьироваться от единицы до бесконечности. Как технологический процесс, экспертиза представляет собой цикл трёх параллельно протекающих действий: научной атрибуции культурных ценностей, технико-технологического исследования материального носителя культурной ценности и маркетинговый анализ стоимости культурной ценности. Являясь оценкой нравственных ожиданий сведущего человека (знатока), экспертиза культурных ценностей — всегда мнение, и поэтому имеет субъективный характер, который приобретает квазиобъективный статус после коллегиального утверждения результатов экспертизы. Основные параметры экспертизы культурных ценностей, отражающие степень её научности: надёжность, вероятность, валидность.
Ценность — есть определённая объективная значимость объекта, находящаяся в обладании конкретного субъекта права (человека или группы людей).
Культурной ценностью называется определённая объективная значимость объекта, которая, находясь во владении частного лица, группы лиц или государства, представляется универсальной  ценностью. Универсальная ценность — есть материальный предмет (объект), в котором выявлено содержание духовной ценности, значимой для широкого круга субъектов, как отдельных индивидов, так и различных социальных групп (сословий, корпораций, религиозных конфессий, классов, народов, наций или всего человечества). Культурная ценность, значимая для мирового сообщества  - это Выдающаяся универсальная ценность.
Всякая культурная ценность (КЦ), по своему составу, может быть представлена в виде формулы:
КЦ = αp,
где α — это ценность, выраженная в нравственных ожиданиях эксперта;
p — степень вероятности подлинности предмета.
Универсальная культурная ценность (КЦΣ), выявленная с учётом реалий общественного устройства может быть представлена в форме:
КЦΣ= αp + βq + γr,
где α — ценность предмета (объекта) для государства,
β — ценность предмета (объекта) для религиозной организации,
γ — ценность (предмета) объекта для корпорации (сословия, самодеятельного профессионального союза, творческого объединения граждан, национального образования народов.
p, q, r — соответствующие вероятности подлинности предмета.
- Первое условие существования ценности: её обособленность от окружающего мира, выделение сознанием человека, как «нечто» из гомогенной среды, то есть, «нечто» должно объективно существовать, а не потенциально представляться.
- Второе условие существования ценности: закреплённость феномена в материальном носителе, объектная оформленность.
- Третье условие существования ценности (необходимое и достаточное): предмет, обладающий ценностью, должен иметь собственника, то есть, пройти операцию отчуждения.

Выявление культурной ценности (Антиномия первого порядка): «материальное — духовное» указывает на динамическую природу феномена культурных ценностей, присущих материальной статической форме объекта реального мира.
При разрешении антиномии содержание понятия первоначально, в момент выявления концентрируется в антитезисе (духовной составляющей), в то время как тезис (предмет — носитель духовности) представляет собой форму материального объекта, на которую посредством творческой деятельности членов социума переносится содержание из антитезиса.
Музейный предмет — это культурная ценность, качество и\или особые признаки которой делают необходимым для общества её сохранение, изучение и публичное представление.

### Атрибуция культурной ценности
Процесс научной атрибуции культурной ценности: субъект атрибуции (SA) соотносит некоторое количество визуально очевидных признаков и качественных показателей объекта атрибуции OA(a, b, c) некоторому количеству признаков (ai, bi, ci) объекта (Оi), принадлежащему подмножеству представлений субъекта атрибуции — OSA, которое является проекцией мира универсума множества — О на сознание субъекта атрибуции.
Если по мнению субъекта атрибуции имеется соответствие некоторого класса признаков объекта OA(a, b, c) ∋ Оi(ai, bi, ci), то объекту атрибуции присваиваются имя и некоторые признаки объекта Оi(ai, bi, ci), который, вероятно, имеет место в реальном мире — O.
Фактор вероятности (p) заключает в себе уровень нравственных ожиданий субъекта атрибуции или степень сознания, насколько его представления об эталоне сравнения (Оi) соответствуют реальному положению его в Универсуме — O, и отражает всегда неполное соответствие признаков объекта атрибуции OA(a, b, c) известным признакам объектов сравнения Оi, Оj, Оk, … Оn-1.
При этом, не исключены варианты, при которых объект атрибуции OA(a, b, c) может относиться в данному классу объектов, принадлежать к другому классу объектов или являться представителем единичного класса объектов.
Следствие 1: атрибуция культурных ценностей чаще всего имеет в своей основе алгоритм полу эффективного процесса, при том, что каждая процедура атрибуции стремится быть завершённой:
Аэn ⊃ Аэn-1 … ⊃ Ани ⊃ Афзк ⊃ Адх,
где Адх — атрибуция предмета при поступлении в музей,
Афзк — атрибуция предмета фондово-закупочной комиссией,
Ани — атрибуция в процессе научной инвентаризации,
Аэn, Аэn-1 — атрибуция дополнительными экспертными мероприятиями: экспертиза на подлинность, экспертиза при организации выставок, экспертиза при реставрации и т. п.
Формула показывает, что задача атрибуции предельна конкретна: провести идентификацию объекта атрибуции с некоторой степенью вероятности, а последовательность и зависимость атрибутивных действий указывает на глубинную цель атрибуции — выявить истинное имя предмета.
Следствие 2:  атрибутивные признаки относятся к объектам не числовой природы, что предполагают возможность установить рефлексивные симметричные отношения ранжирования, разбиений и толерантность. Это указывает на принципиальную возможность применения для обработки данных атрибуции математических и статистических методов, без использования которых научная атрибуция культурных ценностей не представляется возможной.
Следствие 3: наличие структуры атрибуции культурных ценностей указывает на необходимость разработки алгоритма атрибуции на основе принципов структурно-функционального анализа с учётом вероятности подлинности и коллективного согласия.

## Комментарии
1. ↑  Термины универсальная культурная ценность и выдающаяся универсальная культурная ценность введены без определения «Конвенцией об охране всемирного культурного и природного наследия» (Принята в г. Париже 16.11.1972 на 17-й сессии Генеральной конференции ЮНЕСКО) // Международные нормативные акты ЮНЕСКО. — М.: Логос, 1993. — С. 290-302.
2. ↑  Критерием светской ценности является наличие у предмета качеств (научного, исторического или культурного характера), либо особых признаков, которые делают необходимым для общества его сохранение, изучение и публичное представление.
3. ↑  Критерием религиозной ценности является ощущение у представителей религиозной концессии, что данный предмет приближает их к Богу.
4. ↑  Поскольку не существует ограничений, что данные процесс не приобретёт характер эффективного процесса при других обстоятельствах и в другое время.

## Статьи
- Нешатаева В. О. Интервью: Василиса Нешатаева, автор книги «Культурные ценности. Цена и право» // Holistic Auction. — 2017.
- Дзасохова Н. Этот рынок сродни музею // Полиция России. — 2014.
- Шестаков В. А. Особенности экспертизы культурных ценностей // Вопросы культурологии. — 2008. — № 11. — С. 57—64.